# International Race of Champions 1974/1975
International Race of Champions 1974/1975 (IROC II) kördes över fyra omgångar. Bobby Unser blev mästare.

## Delsegrare
| Datum        | Bana      | Vinnare            |
| ------------ | --------- | ------------------ |
| 14 september | Michigan  | Bobby Unser        |
| 26 oktober   | Riverside | Emerson Fittipaldi |
| 27 oktober   | Riverside | Bobby Allison      |
| 14 februari  | Daytona   | Bobby Unser        |

## Deltävlingar

### Michigan
| Plats | Förare             |
| ----- | ------------------ |
| 1     | Bobby Unser        |
| 2     | Cale Yarborough    |
| 3     | David Pearson      |
| 4     | Davey Allison      |
| 5     | George Follmer     |
| 6     | Emerson Fittipaldi |
| 7     | Ronnie Peterson    |
| 8     | Johnny Rutherford  |
| 9     | A.J. Foyt          |
| 10    | Richard Petty      |
| 11    | Graham Hill        |
| 12    | Jody Scheckter     |

### Riverside 1
| Plats | Förare             |
| ----- | ------------------ |
| 1     | Emerson Fittipaldi |
| 2     | George Follmer     |
| 3     | A.J. Foyt          |
| 4     | David Pearson      |
| 5     | Richard Petty      |
| 6     | Jody Scheckter     |
| 7     | Ronnie Peterson    |
| 8     | Cale Yarborough    |
| 9     | Johnny Rutherford  |
| 10    | Graham Hill        |
| 11    | Bobby Unser        |
| 12    | Johnny Rutherford  |

### Riverside 2
| Plats | Förare             |
| ----- | ------------------ |
| 1     | Bobby Allison      |
| 2     | Bobby Unser        |
| 3     | Emerson Fittipaldi |
| 4     | A.J. Foyt          |
| 5     | George Follmer     |
| 6     | Graham Hill        |
| 7     | Johnny Rutherford  |
| 8     | Ronnie Peterson    |
| 9     | Cale Yarborough    |
| 10    | Richard Petty      |
| 11    | David Pearson      |
| 12    | Jody Scheckter     |

### Daytona
| Plats | Förare             |
| ----- | ------------------ |
| 1     | Bobby Unser        |
| 2     | A.J. Foyt          |
| 3     | Cale Yarborough    |
| 4     | Bobby Allison      |
| 5     | David Pearson      |
| 6     | Emerson Fittipaldi |
| 7     | Ronnie Peterson    |
| 8     | George Follmer     |
| 9     | Johnny Rutherford  |

## Slutställning
| Plats | Förare             | Prispengar ($) |
| ----- | ------------------ | -------------- |
| 1     | Bobby Unser        | 41000          |
| 2     | A.J. Foyt          | 27600          |
| 3     | Cale Yarborough    | 22200          |
| 4     | Bobby Allison      | 20400          |
| 5     | Emerson Fittipaldi | 18300          |
| 6     | David Pearson      | 16500          |
| 7     | George Follmer     | 15300          |
| 8     | Ronnie Peterson    | 12300          |
| 9     | Johnny Rutherford  | 9900           |
| 10    | Richard Petty      | 6000           |
| 11    | Graham Hill        | 5400           |
| 12    | Jody Scheckter     | 4600           |